# Sociedad Internacional de Mecánica de Rocas
La Sociedad Internacional de Mecánica de Rocas o International Society for Rock Mechanics (ISRM) en inglés, es una sociedad científica fundada en 1962 que tiene como objetivo el fomento y difusión de la Mecánica de Rocas. Hoy día tiene unos 5.000 miembros en 46 países.
Los principales objetivos y propósitos de esta sociedad son:
- Fomentar la colaboración internacional y el intercambio de ideas e información entre los profesionales de la Mecánica de Rocas.
- Estimular la enseñanza, la investigación y el avance del conocimiento en Mecánica de Rocas.
- Promover altos estándares de la práctica profesional.